# British Home Championship 1893
British Home Championship 1893 – dziesiątą edycję turnieju piłkarskiego między narodowymi reprezentacjami z Wielkiej Brytanii zorganizowano w 1893 roku. Uczestniczyły w nim cztery reprezentacje: Anglii, Szkocji, Walii i Irlandii. 
| 25 lutego 1893 |  | Anglia | 6 | - | 1 | Irlandia |

| 13 marca 1893 |  | Anglia | 6 | - | 0 | Walia |

| 18 marca 1893 |  | Walia | 0 | - | 8 | Szkocja |

| 25 marca 1893 |  | Szkocja | 6 | - | 1 | Irlandia |

| 1 kwietnia 1893 |  | Anglia | 5 | - | 2 | Szkocja |

| 5 kwietnia 1893 |  | Irlandia | 4 | - | 3 | Walia |

## Tabela końcowa
| M | Reprezentacja | L.m. | Zw. | Rem. | Por. | Bramki | R.br. | Pkt |
| 1 | Anglia        | 3    | 3   | 0    | 0    | 17:3   | +14   | 6   |
| 2 | Szkocja       | 3    | 2   | 0    | 1    | 16:6   | +10   | 4   |
| 3 | Irlandia      | 3    | 1   | 0    | 2    | 6:15   | -9    | 2   |
| 4 | Walia         | 3    | 0   | 0    | 3    | 3:18   | -15   | 0   |

Dziesiątym zwycięzcą turnieju British Home Championship została reprezentacja Anglii.